# Лъв Фока Млади
Вижте пояснителната страница за други личности с името Фока.
Лъв Фока Млади (на латински: Leo Phokas, на гръцки: Λέων Φωκᾶς) е генерал от фамилията Фока от Византия. Служи като министър по време на управлението на брат му Никифор II Фока и при Йоан I Цимиски.
Той е малкият син на генерал Варда Фока Стари (878 – 968) от Кападокия и внук на генерал Никифор Фока Стари. Брат е на Никифор II Фока (византийски император 963 – 969), Константин Фока (strategos на Кападокия, † 954). Баща е на Варда Фока Млади (940-+ 989; узурпатор 971 и 987 – 989 г. по времето на Василий II) и на принцеса София Фокина (майка на Теофано Склирина – императрица на Свещената Римска империя).
Лъв Фока Млади първо е от 945 г. стратег на тема Кападокия за десет години, след което е стратег на тема Анатолик (thema Anatolikōn).
При император Роман II той става командир на гвардейските схоли (domestique des scholes, на схолариите, Scholai) на Запад, командва войската на Балканите и получава ранг magistros. Заменя брат си през 960 г. като domestikos на Изтока.
През 963 г. Лъв e куропалат (kouropalates) и министър (logothetes tou dromou, гр.: λογοθέτης τοῦ δρόμου).
През 969 г. Лъв прави опит да вдигне бунт срещу император Йоан Цимисхий, поради което през 970 г. е заточен на остров Лесбос. През 971 г. той прави опит да избяга от острова и е закаран на остров Проти (Kınalıada, Πρώτη / Proti, от Принцевите острови) до Константинопол и ослепен. Кога е умрял не е известно.